# (667161) 2011 BP170
(667161) 2011 BP170 est un transneptunien en résonance 1:5 avec Neptune.

## Caractéristiques
(667161) 2011 BP170 mesure environ 200 kilomètres de diamètre.